# Distrito de Pariahuanca (Carhuaz)
El distrito de Pariahuanca es uno de los once distritos de la provincia de Carhuaz, ubicado en el departamento de Áncash, en la  república del Perú.

## Historia
El distrito fue creado mediante Ley del 6 de octubre de 1905, en el gobierno del presidente José Pardo.

## Etimología
El nombre autóctono  Parya wanka reúne dos voces del complejo lingüístico quechua parya y wanka, siendo el hecho de que cualquiera de dichas voces tiene diferentes acepciones; se piensa que para el presente caso valdría la pena usar: parya = cinabrio y wanka = risco, peñasco. De ello: pariahuanca < parya wank'a = peñasco del cinabrio.

## Geografía
Tiene un área geográfica de 11,74 km² y una población estimada mayor a 2 800 habitantes. Su capital política es el pueblo de Pariahuanca.

## Autoridades

### Municipales
2023 - actualidad
Alcalde: Reynaldo David Flores Coleto
- 2015 - 2018[3]
  - Alcalde: Pedro Roberto Flores Sánchez, del Movimiento Acción Nacionalista Peruano.
- 2011 - 2014
  - Alcalde: Zenobio Gregorio Méndez Aguirre, Partido Democrático Somos Perú (SP).